# Dala (Angola)
Dala és un municipi de la província de Lunda-Sud. Té una població de 26.753 habitants. Comprèn les comunes de Dala, Cazage i Luma Cassai. Limita al nord amb els municipis de Saurimo, a l'est amb el municipi de Muconda, al sud amb els municipis de Lumeje, Camanongue i Moxico, i a l'oest amb el municipi de Cacolo.